# Ахмад Али-хан
Сеид Ахмад Али-хан, также известеный как Валла Джах (бенг. আহমেদ আলী খান; ? — 30 октября 1824) — 14-й наваб Бенгалии, Бихара и Ориссы (6 августа 1821 — 30 октября 1824). Он получил номинальный титул наваба после смерти своего сводного брата, Зейн-уд-Дин Али-Хана, который скончался 6 августа 1821 года, не оставив мужского потомства.

## Биография

### Юные годы
Ахмад Али-хан, более известный как Валла-Джах, был вторым сыном Бабара Али-хана (? — 1810), 12-го наваба Бенгалии (1793—1810), и его второй главной жены.
6 августа 1821 года после смерти своего старшего сводного брата, Зейн-уд-Дина Али-хана, не оставившего наследников мужского пола, Ахмад Али-хан унаследовал титул наваба Бенгалии, Бихара и Ориссы, приняв титулы: Баеран уль-Мульк (администратор страны), Ихтишем уд-Даула (сановник страны), Валла Джах (высокий ранг) и Нахабат Джанг (Ужас на войне).

### Смерть и преемственность
Валла Джах носил титул всего лишь три года, с 1821 по 1824 год. 30 октября 1824 года он скончался во Муршидабадском дворце в Муршидабаде. Он был похоронен на кладбище Джафаргандж в Муршидабаде. Ему наследовал его единственный сын, Мубарак Али-хан II (1810—1838), 15-й наваб Бенгалии (1824—1838).

## Брак

### Главные жены
У наваба Бенгалии Ахмада али-хана была только одна главная жена:
- Наджиб-ун-ниса Бегум Сахиба (Гаддинашин Бегум). Она умерла в Муршидабаде 23 августа 1858 года и была похоронена также на кладбище Джафаргандж.

### Временные жены
- Мисри ханум (ум. до 23 сентября 1837)
- Фатима Ханум
- Биби Рахим-ун-Ниса
- Биби Хаят-ун-Ниса

## Дети
Несмотря на наличие пяти жен, у Валлы Джаха родился один единственный сын от его главной жены, Наджиб-ун-нисы Бегум, Мубарак Али-хан II (1810—1838), который в 1824 году сменил Валла Джаха в качестве наваба Назима Бенгалии, Бихара и Ориссы.